# Noel Madison
Noel Madison (30 de abril de 1897 – 6 de enero de 1975) fue un actor teatral y cinematográfico de nacionalidad estadounidense.
Nacido en la ciudad de Nueva York, su verdadero nombre era Noel Nathaniel Moscovitch, y era hijo del actor Maurice Moscovitch. Fue miembro fundador del Sindicato de Actores. Debutó en el cine en 1930 y, a lo largo de esa década y de la siguiente, actuó en 75 filmes, interpretando a menudo el papel de gánster.
Falleció en 1975 en Fort Lauderdale, Florida (Estados Unidos).

## Selección de su filmografía
| - La senda del crimen (The Doorway to Hell, 1930) - Sinners' Holiday (1930) - El pequeño César / Hampa dorada (Little Caesar, 1931) (sin créditos) - Play-Girl (1932) - The Last Mile (1932) - Me and My Gal (1932), de Raoul Walsh - Destination Unknown, de Tay Garnett (1933) - The House of Rothschild (1934), de Alfred L. Werker - El enemigo público número uno (1934) - Four Hours to Kill! (1935) - G Men (1935), de William Keighley - The Pace That Kills (1935) - Murder at Glen Athol (1936) - Champagne Charlie (1936), de James Tinling - House of Secrets (1936) - Our Relations (1936), de Harry Lachman | - Gangway (1937) - Sailing Along (1938) - Kate Plus Ten (1938) - Climbing High (1938) - Anything to Declare? (1938) - Charlie Chan in City in Darkness (1939) - Footsteps in the Dark (1941) - Secret Agent of Japan (1942) - Joe Smith, American (1942), de Richard Thorpe - Miss V from Moscow (1942) - Bombs over Burma (1943) - The Black Raven (1943) - Jitterbugs (1943), de Malcolm St. Clair - The Gentleman from Nowhere (1948) |